# Nina Persson
Pour les articles homonymes, voir Persson.
Nina Persson, née le 6 septembre 1974 à Örebro, est une chanteuse suédoise. Membre des groupes The Cardigans et A Camp, elle se produit également en solo depuis 2014.

## Carrière musicale
En 1992, Nina Persson rejoint Peter Svensson, Magnus Sveningsson, Bengt Lagerberg et Lars-Olof Johansson pour former le groupe The Cardigans. Chanteuse principale de la formation, Nina Persson et le groupe sortent en 1994 un premier album intitulé Emmeralde qui est salué par la critique, bien que peu diffusé sur les radios (à l'exception de la Suède et du Japon).
Suivent plusieurs albums de style rock alternatif soft comme Emmeralde : Life (1995), First Band on the Moon (1996). En 1998, la formation décide de produire un album plus sombre et intense, Gran Turismo, qui obtient un succès international avec de nombreux tubes classés aux différents charts occidentaux.
Mais après ce succès, la formation est en perte de vitesse et, parallèlement à ses activités avec le groupe The Cardigans, Nina Persson monte une nouvelle formation avec deux autres artistes, Niclas Frisk et Nathan Larson, nommée A Camp. Plus intimiste mais revenant dans le giron pop-rock des premiers albums de The Cardigans, le groupe sort deux albums, A Camp en 2001 et Colonia en 2008, ainsi qu'un EP en 2009, intitulé Covers EP.
Pour autant, Nina Persson continue de s'investir dans les années 2000 dans sa formation initiale The Cardigans qui sort deux nouveaux albums, Long Gone Before Daylight (2003) et Super Extra Gravity (2005), suivi de la compilation The Best Of The Cardigans (2008).
En 2014, Nina Persson sort un album solo intitulé Animal Heart.

## Vie privée
Nina Persson a épousé le compositeur et musicien américain Nathan Larson le 16 juin 2001.
Ils ont eu un garçon prénommé Nils, né le 30 septembre 2010.

## Discographie

### Solo
Albums
- Animal Heart (2014)

Singles
- 1996: Desafinado (diffusé seulement au Japon)
- 2000 : thème de Mon ami le fantôme, Nina Persson et David Arnold (no 49 au UK singles chart)[1]
- 2007: Your Love Alone Is Not Enough, Manic Street Preachers feat. Nina Persson (no 2 au UK singles chart)
- 2013: Animal Heart

### AvecThe Cardigans
Albums
- Emmerdale (1994)
- Life (1995)
- First Band on the Moon (1996)
- Gran Turismo (1998)
- Long Gone Before Daylight (2003)
- Super Extra Gravity (2005)

### AvecA Camp
Albums
- A Camp (2001)  (UK: #87[2])
- Colonia (2009) (UK: #114[3]; UK Indie: #10[4])

Singles
- 2001 : I Can Buy You, premier single de l'album A Camp (#46 on UK Singles Chart)
- 2002 : Song for the Leftovers, second single de l'album A Camp
- 2009 : Stronger Than Jesus, premier single de l'album Colonia
- 2009 : Love Has Left the Room, second single européen de l'album Colonia
- 2009 : My America, second single suédois de l'album Colonia

### Autres
Exception faite des chansons créditées à A Camp, Nina Persson est également l'auteur des chansons suivantes : 
- Le thème de Mon ami le fantôme (Randall & Hopkirk (deceased)) (Nina Persson et David Arnold).
- La chanson The Bluest Eyes in Texas qui fait partie de la bande originale de Boys Don't Cry (Nina Persson et David Larson).
- Black-Winged Bird, présente sur l'album The Cake Sale, diffusé par l'ONG Oxfam Irlande. (Emm Gryner.)
- La chanson Your Love Alone Is Not Enough de l'album Send Away the Tigers, des Manic Street Preachers.

## Filmographie
Nina Persson a assuré la narration du court métrage d'animation Tänk om en 2014, puis elle a joué dans le film Om Gud vill, sorti en 2006.
Par ailleurs, elle est co-auteure de la musique originale du film The Château de Jesse Peretz, sorti en 2001.